# Wawrzyniec Szkolnik

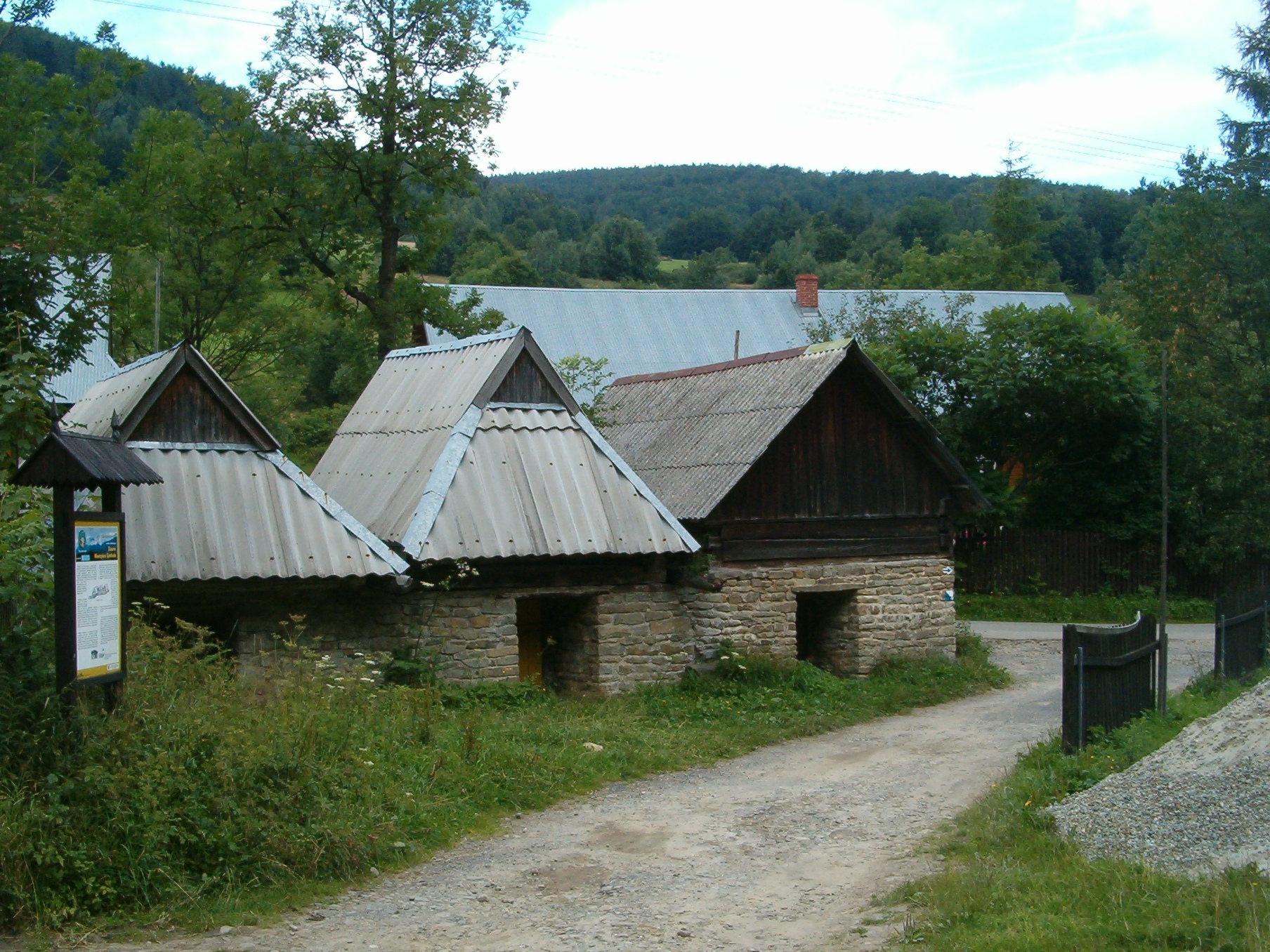
Fragment Czatoży, z którą był związany Wawrzyniec Szkolnik

Wawrzyniec Szkolnik (ur. 3 czerwca 1842 w Skawicy, zm. 19 maja 1908 w Zawoi – Czatoży) – pierwszy przewodnik babiogórski. Nauczyciel ludowy, badacz okolic Babiej Góry i gawędziarz, zwany babiogórskim Sabałą. Ojciec znakarza Franciszka.

## Życiorys
Syn Klemensa i Zofii z domu Laga. Legenda głosi, że rodzina przybyła w Beskidy (do Wełczy) z Litwy, po upadku powstania listopadowego. Z Wełczy Szkolnikowie przenieśli się do Czatoży (chałupa nr 202). Jako dziecko miał uczęszczać przez 3 lata do szkoły ludowej w Zawoi.
Wawrzyniec Szkolnik prowadził letników i wycieczki na Babią Górę, był organizatorem pierwszych szkół w Zawoi: 1870 r. w Zawoi Wełczy a 1872 r. w Zawoi Czatoży. Zimą uczył lokalne dzieci pisania, czytania, rachunków, geografii i historii Polski co robił za niewielkie wynagrodzenie bądź za darmo. Zgromadził w tym celu własną bibliotekę. Zbierał legendy na temat Babiej Góry i uchodził za jednego z najlepszych jej znawców w swoich czasach. Po 25 latach musiał przerwać swoją działalność gdyż nie posiadał wymaganych egzaminów i dokumentów. W sierpniu 1873 ożenił się z Agnieszką Luzik z Zawoi która wkrótce zmarła. W latach 1880–1882 pełnił rolę przewodnika i tragarza Hugona Zapałowicza, podczas jego badań botanicznych w rejonie babiogórskim. Zwiedził również z Zapałowiczem Czarnohorę i Góry Rodniańskie.
W latach 1904–1905 publikował na łamach „Pamiętnika Towarzystwa Tatrzańskiego” artykuły na temat Babiej Góry i Zawoi.
Po założeniu Oddziału Babiogórskiego Towarzystwa Tatrzańskiego został strażnikiem górskim, znakarzem i stróżem przyszłego schroniska. Pełnił również rolę mobilnej „informacji turystycznej” w masywie Babiej Góry. Podczas uroczystości otwarcia schroniska na Markowych Szczawinach przewodził tańcom góralskim.
Uczczono go nadając jednemu z rozdroży szlaków turystycznych w masywie Babiej Góry nazwę Szkolnikowe Rozstaje.